# Шпилевський Павло Михайлович
Шпилевський Павло Михайлович (31 жовтня [12 листопада] 1823, с. Шипіловичі, Мінська губернія — 17 [29] жовтня 1861, Санкт-Петербург) — письменник-етнограф, публіцист, літературний і театральний критик, популяризатор народної культурної спадщини білорусів. Кандидат богослов'я (1847).
У 1837—1843 роках навчався в Мінській духовній семінарії в Слуцьку, в 1843—1847 роках — в Петербурзькій духовній академії. Академію закінчив зі званням кандидата богослов'я, був призначений викладачем словесності в Варшавське повітове духовне училище. Через п'ять років переїхав до Санкт-Петербургу. З грудня 1853 року працював в Головному педагогічному інституті, а з квітня 1855 року — вчителем в школі при експедиції підготовки державних паперів.
У 1846 році під псевдонімом П. Древлянський були видані статті по білоруській міфології в «Журналі Міністерства Народної Освіти». У 1850 році вийшла історична праця «Опис посольства Льва Сапеги в Московію». У 1853 році в журналі «Москвитянин» було надруковане «Дослідження про вовкулаків на підставі білоруських повір'їв», в журналі «Пантеон» — «Білорусія в характеристичних описах і фантастичних казках», в «Современнике» — «Подорож по Поліссю і Білоруському краю» — робота, яка отримала найбільшу популярність і написана чудовим літературним стилем. У тому ж 1853 світ побачила монографія «Білоруські прислів'я», в 1857 році — «Археологічні знахідки» і «Дожинки, білоруський звичай. Сценічна вистава». У 1858 році в журналі «Ілюстрація» було видано 6 «західноруських нарисів».